# Noordergasfabriek
De Noordergasfabriek is een voormalige gasfabriek in het huidige stadsdeel Amsterdam-Noord waar van 1913 tot 1924 gas gemaakt werd uit steenkolen.

## Geschiedenis
Gelijktijdig met de Zuidergasfabriek werd de fabriek als vierde stedelijke gasfabriek in gebruik genomen. Het ontwerp was van de Dienst der Publieke Werken in eclecticisme stijl. De fabriekshal kreeg een 
basilicale gevel met een groot rondboogvenster in het midden en een rond venster in de top. Het gas werd opgeslagen in een grote gashouder, sinds 1918 was er een tweede. Verder was er een zuiveringsgebouw, kolenloodsen, schoorstenen en een gebouw met kantoor en dienstwoningen. De steenkolen konden per schip worden aangevoerd vanaf het IJ over het Johan van Hasseltkanaal en het Hamerkanaal. De werknemers konden met IJveer I vanaf De Ruijterkade het terrein bereiken.    
In 1923 werd de Oostergasfabriek wegens overcapaciteit gesloten omdat veel afnemers waren overgestapt op elektriciteit als energiebron. In 1924 volgde ook de Noordergasfabriek, na nog geen elf jaar te hebben gefunctioneerd. De Noordergasfabriek werd omgebouwd tot gasverdeelstation waarbij het gas via een zinker onder het IJ en pijpleidingen werd aangevoerd uit de Wester en Zuidergasfabriek. In tegenstelling tot de andere gasfabrieken was dit al voor de jaren tachtig verdwenen.
De pas elf jaar oude leeggekomen gebouwen werden herbestemd waarbij er een gebouw werd verbouwd tot autobusgarage van het GVB die tot 1968 is gebruikt. Aan het terrein werd in 1930 de Ponthaven voor de Amsterdamse veren in gebruik genomen die hiervoor speciaal werd gegraven en nog steeds wordt gebruikt. Aan de Aambeeldstraat kwam het kantoor van de afdeling Veren van het GVB.  